# Edmund Gunter
Edmund Gunter (1581 – 10 de dezembro de 1626) foi um sacerdote, matemático, geómetra e astrônomo inglês, com ascendência galesa. Ele é melhor lembrado pela suas contribuições na matemática como: a escala, o quadrante e a cadeia de Gunter, utilizada em agrimensura. Em 1620 inventou o primeiro dispositivo analógico, quando desenvolveu a calculadora de tangentes logarítmicas.

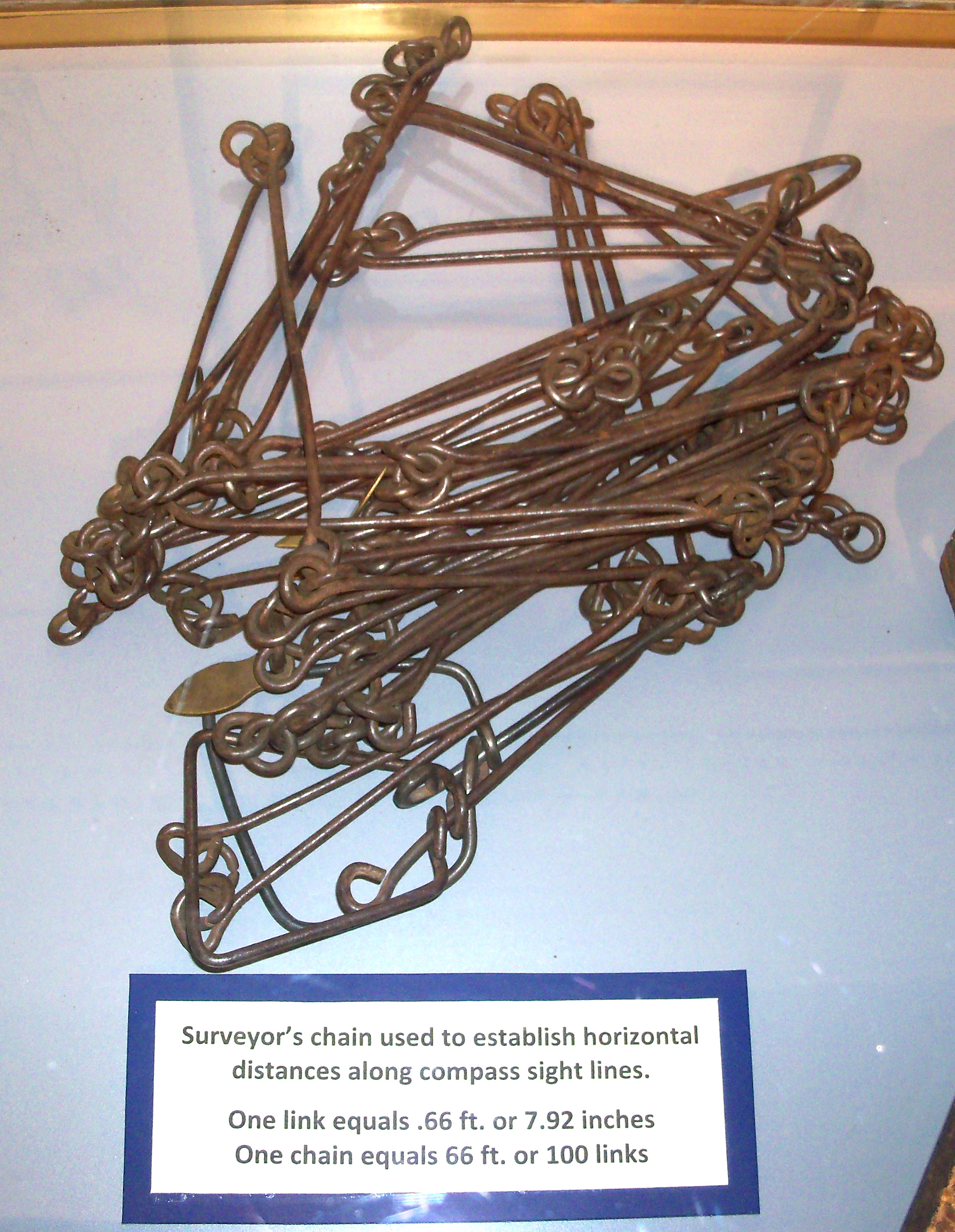
Uma cadeia de Gunter, usada em agrimensura